# SimCity 2000

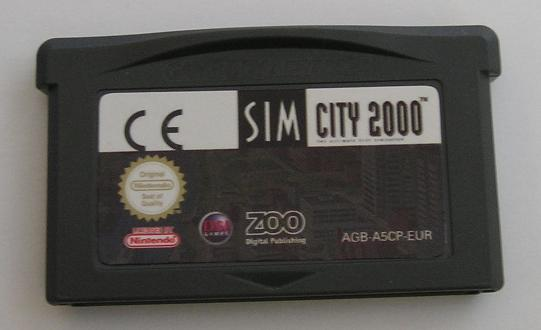

SimCity 2000 è il secondo capitolo della serie SimCity, sviluppato e pubblicato da Maxis nel 1993 per PC.
Disponibile inizialmente nel 1993 per sistemi Mac OS e MS-DOS, ne vennero successivamente versioni per altri sistemi operativi, quali Amiga (1994), Microsoft Windows (1995), SNES (1995), Sega Saturn (1995), PlayStation (1996), Nintendo 64 (1998), Pocket PC (1999) e Game Boy Advance (2003).
Dal 20 novembre 2008 è possibile scaricare  SimCity 2000 per PlayStation 3 e PlayStation Portable tramite PlayStation Network.

## Modalità di gioco
Il protagonista dei videogiochi della serie è il sindaco di una città, la quale può essere creata da zero o sviluppata partendo da uno degli scenari prestabiliti.
Tra i principali cambiamenti rispetto alla versione precedente, in SimCity 2000 spicca la presenza di una grafica tridimensionale isometrica, molto più evoluta rispetto all'unica visuale dall'alto della prima edizione del gioco. Oltre a questa modifica sostanziale, sono stati introdotti nuovi tipi di edifici costruibili, come prigioni, scuole, biblioteche, musei, porti turistici, zoo, ospedali e arcologie.
Inoltre, il gioco presenta un significativo ampliamento del sistema dei trasporti, con la possibilità di costruire, oltre a strade e ferrovie, infrastrutture più complesse quali autostrade, metropolitane e aeroporti di dimensioni variabili a seconda delle esigenze.
Sono state inserite anche numerose nuove categorie di centrali elettriche, da quelle a carbone. disponibili già nel 1900, fino ad arrivare a centrali a fusione nucleare, che possono essere costruite solo a partire dal 2050.
Ogni nuova partita si apre con una schermata in cui è possibile impostare il nome della città, il livello di difficoltà e soprattutto la data di inizio, scegliendo tra le 4 disponibili: 1900, 1950, 2000 e 2050.
È presente una gestione molto sofisticata delle finanze, con la possibilità di impostare aliquote diversificate per i cittadini, le industrie e le zone commerciali. La città può anche essere connessa con le altre confinanti, facenti parte della "SimNazione", concetto questo che sarebbe stato sviluppato ulteriormente con le versioni successive del gioco. A supporto del giocatore esistono numerosi indicatori, da quello delle necessità, che consente di conoscere le reali esigenze di sviluppo della città, guidando così alla costruzione di particolari categorie di edifici, ai grafici che mostrano l'andamento delle principali variabili (popolazione, inquinamento e così via) nel corso del tempo.
Il gioco non prevede un vero obiettivo, e dunque non esiste una data di fine della partita, anche se dopo l'anno 2050 è possibile che si verifichi un "esodo", in cui tutti gli abitanti delle "Launch Arcologies" (qualora queste siano almeno in numero di 250 in tutta la città) abbandonano la città lasciandosi alle spalle un mucchio di cenere, e restituendo al sindaco i soldi per procedere alla ricostruzione.
Come elemento di imprevedibilità, va sottolineata la presenza dei disastri, che vanno dall'incendio alla rivolta della popolazione, passando per l'invasione aliena, il disastro aereo e molti altri. Essi possono comunque essere disabilitati (o richiamati manualmente) e devono essere combattuti tramite l'uso di forze di polizia, di vigili del fuoco o dell'esercito, per evitare che possano portare alla distruzione della città o di una significativa porzione di essa.

## Città
È possibile giocare anche con le città salvate oppure mettersi alla guida di una città con l'obiettivo di raggiungere certi parametri (inquinamento, benessere dei cittadini, etc.).
Tra gli scenari giocabili, ci sono alcune città già costruite come ad esempio:
- Lakeland - Lo scenario è quello di una città costiera con vari laghetti e un entroterra molto vasto e ancora da costruire.
- Happyland - In questa città insulare, con un sistema ferroviario di prim'ordine, bisogna rubare al mare che la circonda le terre necessarie alle ulteriori costruzioni.
- Maxisland - La città con l'aiuto della natura forma la scritta della casa produttrice del gioco, la Maxis appunto. L'obiettivo principale è di fornire la città di un sistema idrico senza precedenti.
- Volcano - Come dice stesso il nome, la città è costruita nella caldera di un vulcano e bisogna cercare di realizzare sbocchi verso le altre città.

Ci sono poi delle altre città presenti nel gioco, che si ispirano a città vere e proprie:
- Flint - Bisogna risolvere la crisi industriale che affligge la città nel gioco.
- Charleston - Dopo una terribile inondazione, si deve attuare la ricostruzione della città.
- Oakland - Il grande incendio che colpì le colline della città nel 1991 portò distruzione e morte.
- Hollywood - Da un terreno abbandonato dietro alcuni studi cinematografici, una tempesta magnetica trasforma la figura di una scena in un mostro che terrorizza i cittadini.